# Noble Roar
Noble Roar（ノーブル・ロア―）は、2006年7月26日にリリースされた妖精帝國の3作目のシングル。

## 解説
- WOWOWアニメ『イノセント・ヴィーナス』のオープニングテーマとして発表された楽曲。
- ジャケットには葛城丈、鶴沢仁、登戸沙那のイラストが用いられている。

## 収録曲
全作曲・編曲：橘尭葉
1. Noble Roar
  - 作詞：ゆい
2. Patriot Anthem
  - 作詞：橘尭葉
3. Canary
  - 作詞：ゆい
4. Noble Roar (off vocal)
5. Patriot Anthem (off vocal)
6. Canary (off vocal)